# منتخب الولايات المتحدة لهوكي الجليد
منتخب الولايات المتحدة الوطني لهوكي الجليد هو منتخب وطني يمثل الولايات المتحدة في منافسات هوكي الجليد الدولية، بدأ منافساته في سنة 1920، يعتبر من أقوى منتخبات هوكي الجليد في العالم، نافس في بطولة العالم لهوكي الجليد 69 مرة وفاز مرتين بالبطولة (1933 و 1960)، نافس في كأس العالم لهوكي الجليد (كأس كندا سابقاً) 8 مرات وفاز مرة واحدة بها في بطولة 1998، نافس في الألعاب الأولمبية الشتوية 8 مرات وفاز مرتين بالميدالية الذهبية (1960 و 1980) و8 مرات بالفضية ومرة واحدة بالبرونزية، يحتل حالياً التصنيف الرابع على العالم.